# Rue Victor-Ségalen
La rue Victor-Ségalen est une voie du 20e arrondissement de Paris, en France.

## Situation et accès
La rue Victor-Ségalen est une voie publique située dans le 20e arrondissement de Paris. Elle débute au 9, rue Riblette et se termine au 9, rue des Balkans.

## Origine du nom

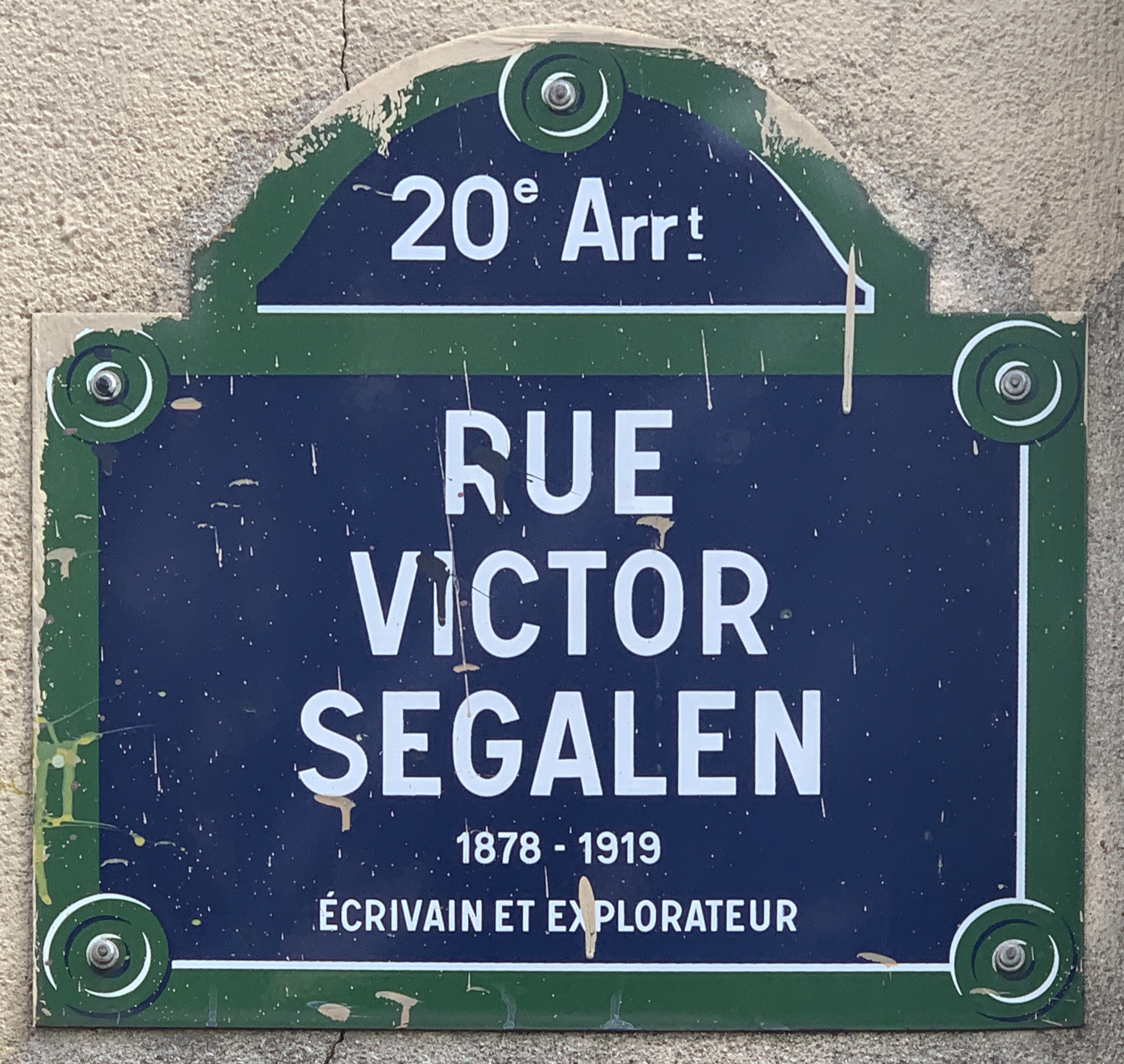
Plaque de la rue.

Elle porte le nom de l'écrivain et poète français Victor Ségalen (1878-1919), qui était médecin de la Marine.

## Historique
La voie est créée dans le cadre de l'aménagement de la ZAC Ancien Village de Charonne sous le nom provisoire de « voie CP/20 » et prend sa dénomination actuelle par un arrêté municipal du 12 février 1987.